# Acanthopotamon martensi
Acanthopotamon martensi is een krabbensoort uit de familie van de Potamidae. De wetenschappelijke naam van de soort is voor het eerst geldig gepubliceerd in 1875 door Wood-Mason.